# The Damrockers
The Damrockers — польская музыкальная группа, созданная в 2004 году в Картузском повяте Поморского воеводства. Включается в число ведущих исполнителей современной кашубской музыки. Группой были выпущены два альбома в жанре панк-рок с песнями на кашубском языке. В обзорах этих альбомов отмечают влияние на музыкальный стиль The Damrockers творчества американского коллектива Ramones.
В период активной гастрольной деятельности группа The Damrockers принимала участие в концертах и фестивалях во многих городах Польши, в том числе и в мероприятиях, связанных с кашубской культурой, которые проводятся в Поморском воеводстве. В частности музыканты The Damrockers выступали на концерте 2010 года в Пуцке, приуроченном к XII Всемирному Съезду кашубов. Композиции группы находятся в ротации таких региональных радиостанций, как Radio Kaszëbë и Radio Gdańsk.
Группа распалась в 2010 году. До настоящего времени The Damrockers остаётся одним из трёх относительно популярных кашубоязычных рок-музыкальных коллективов наряду с группами CHëCZ и Wãdzëbôczi.

## История
Группа The Damrockers была создана в начале 2000-х годов в период активизации культурной жизни кашубов, вызванной значительными переменами в кашубском обществе, в том числе и в связи с приданием кашубскому языку статуса регионального языка. В это время на сцене Кашубии появились такие группы, как CHëCZ и Wãdzëbôczi (Kòmpanijô Wãdzëbôków), которые стали первыми в Польше кашубоязычными музыкальными группами, не связанными с традиционным кашубским фольклором. Отчасти под влиянием творчества этих групп чуть позднее были созданы и другие кашубские музыкальные коллективы, ориентированные на исполнение современной музыки самых разных направлений с текстами песен на кашубском языке. Помимо The Damrockers к числу таких групп относят The Rozmish, Fukus, C.Z.A.D., Bubliczki (Cashubian Klezmer Band), Kutin и другие коллективы. Заметную роль в появлении и популяризации кашубских музыкальных групп, в числе которых была и группа The Damrockers, сыграло создание в 2004 году радиостанции Radio Kaszëbë, включившей в свой плейлист современную музыку Кашубии. Radio Kaszëbë, а также Radio Gdańsk, по словам музыканта Марека Родзеня, дали возможность кашубским музыкантам быть услышанными широкой аудиторией.
Группа The Damrockers была создана в Картузском повяте. В состав группы вошли уроженцы кашубских сёл Дзержонжно и Калиска, а также города Жуково. Основателем музыкального коллектива стал басист Даниэль Быховский, известный также как Врубель. Ранее он играл в панк-группе из Гдыни Bilety Do Kontroli (B.D.K.). Участники The Damrockers начали играть вместе в 2004 году, и уже в следующем, 2005 году песни группы, в частности, «Mòja pùpa je z gùmë», стали звучать в программах Radio Gdańsk.
Дебютный альбом группы The Damrockers под названием The Damrockers был записан в студии Spaart Studio в Богухвале в июле 2007 года. Через полгода, 21 января 2008 года он был выпущен звукозаписывающей компанией Burning Chords Records. В альбом вошли 14 композиций, исполненных в жанре панк-рок. В обзоре на сайте Interia.pl песни дебютного диска The Damrockers были охарактеризованы, как «кашубские стандарты в панк-роковой версии, а также стандарты панк-рока в кашубской версии». В обзоре альбома The Damrockers на сайте Kaszubia.com было отмечено исполнение песен «в целом в радостном и полном энергии стиле, напоминающем такие группы как The Ramones, гданьскую Po prostu, а также Toy Dolls». В альбом вошли помимо прочего две кашубские народные песни «Kòza» и «Jem jô rëbôk», а также два «гимна» панк-рока — песни «Punk Rock» и «1977». Одну из песен под названием «Oda The Ramones» музыканты The Damrockers посвятили группе Ramones.
Второй альбом группы Nie Chce Mie Sã был записан также в Spaart Studio в Богухвале. Новый диск был издан в 2009 году. В числе прочих песен, в альбом был включён кавер на песню британской панк-группы The Boys.
Музыканты The Damrockers на протяжении всего периода своей творческой деятельности активно гастролировали в Поморье, выступая на концертных площадках Вейхерова, Устки, Гдыни, Гданьска, Мястка, Пуцка, участвуя при этом в таких музыкальных фестивалях, как, например, Cockney Fest (Гданьск). Также группа выступала и в других городах Польши, в том числе в Ольштыне, Торуне, Варшаве, Бельско-Бяле, Вонгровце, Познани, Быдгоще. В числе прочего кашубский коллектив выступал на панк-фестивале Tik Tak Punk Rock Memoriał 2009 года в силезском городе Червёнка-Лещины.
После того, как коллектив The Damrockers прекратил свою деятельность в 2010 году, музыканты продолжили карьеру в других группах, в частности, Даниэль Быховский играл в составе групп Inhalators и Lazy Class, а затем перешёл в группу Royal Kids Of The 1977.

## В кашубской культуре
Группа The Damrockers являлась не только популяризатором кашубских языка и культуры, но и отчасти была наряду с другими представителями современной музыкальной культуры кашубов участником живого процесса развития кашубского языка. Музыканты включали в тексты песен группы ряд новых слов и грамматических форм, ранее не использовавшихся в кашубском языке. Некоторые из таких слов были приняты на рассмотрение Советом кашубского языка с целью их включения в кашубские словари. Так, например, на заседании Совета рассматривались слова из песни о кукле из секс-шопа «Mòja pùpa je z gùmë».

## Дискография
Студийные альбомы
- 2008 — The Damrockers;
- 2009 — Nie Chce Mie Sã.

## Участники группы
- Даниэль Быховский / Врубель (Daniel Bychowski / Wróbel) — вокал, бас-гитара;
- Ариэль (Ariel) — вокал, гитара;
- Плуто (Pluto) — вокал, ударные.